# La Fosse aux alligators
La Fosse aux alligators est la douzième histoire de la série de bande dessinée belge Les Casseurs créée par le dessinateur Christian Denayer et le scénariste André-Paul Duchâteau, publiée de no 281 du 27 janvier à no 288 du 17 mars 1981, dans le journal de Tintin et éditée en album cartonné en septembre 1982 par les éditions du Lombard.

## Descriptions

### Personnages
- Al Russel
- Brock
- Le patron

## Publications

### Périodiques
- Tintin : no 281 du 27 janvier à no 288 du 17 mars 1981[1]

### Album
- 7 La Fosse aux alligators, Éditions du Lombard,  (ISBN 2-8036-0025-0), septembre 1982
Scénario : André-Paul Duchâteau - Dessin : Christian Denayer